# Pini Badash
Pinhas Badash, detto Pini (in ebraico פנחס "פיני" בדש‎?; Gilat, 29 agosto 1952), è un politico israeliano.
Dal 1990 è sindaco di Omer. Dal 1992 al 1998 è stato membro della Knesset.

## Biografia
Badash ha studiato ingegneria meccanica all'Università Ben Gurion del Negev, laureandosi nel 1979. Nel partito Tzomet ha fatto parte della segreteria ed è stato presidente della commissione finanze. È stato eletto sindaco di Omer nel 1990. Nel 1992 fu eletto al parlamento, dove è stato presidente della Lega parlamentare per l'amicizia fra Cina e Israele. Rieletto nel 1996, si dimise il 30 novembre 1998 dopo l'approvazione di una legge che vietava di essere contemporaneamente membro del parlamento e sindaco delle principali città. Optò pertanto per mantenere la carica di sindaco, mentre in parlamento fu sostituito da Doron Shmueli.